# 時事ネタ王
『時事ネタ王』（じじネタおう）はNHK総合で2018年から年末に放送されているバラエティ番組である。

## 概要
その年に大きな話題となったニュースをお笑い芸人が「時事ネタ」にして披露し、チャンピオンを決めるバラエティ番組である。出演する芸人は、その年の賞レースなどで結果を残した若手芸人から、「時事ネタ」にも定評がある中堅芸人までが参加し、「時事ネタ王」の座を争う。
審査員は観覧者（2018年は30人、2019年は50人）が、最も面白かったと思ったグループを評価して挙げ、その評が多かったグループが「時事ネタ王」に選ばれる。

## 放送日一覧
| 回数            | 放送日         | 放送時間（JST） | 優勝者 |
| --------------- | -------------- | --------------- | ------ |
| 第1回（2018年） | 2018年12月22日 | 23:00 ｰ 23:45   | ハナコ |
| 第2回（2019年） | 2019年12月23日 | 22:00 ｰ 22:50   | EXIT   |

## 出演者

### MC
- 千鳥（大悟・ノブ）
- 2018年 ｰ 広瀬アリス
- 2019年 ｰ 北乃きい

### コメンテーター
- 2018年 ｰ 茂木健一郎（脳科学者）、大越健介（NHK記者主幹）
- 2019年 ｰ 岸博幸（慶応義塾大学大学院教授）、大越健介

### ネタ披露芸人
太字は優勝芸人。
- 2018年[1]

| グループ名    | 取り上げたニュース                 |
| ------------- | ---------------------------------- |
| かまいたち    | スポーツ界の不祥事                 |
| アルコ&ピース | 米朝首脳会談                       |
| カミナリ      | 大学医学部の女子受験者への入試差別 |
| 横澤夏子      | 仮想通貨流出                       |
| 三拍子        | 森友学園問題                       |
| ハナコ        | 米中貿易摩擦                       |

- 2019年[2]

| グループ名     | 取り上げたニュース     |
| -------------- | ---------------------- |
| ハナコ         | 老後「2000万円問題」   |
| EXIT           | 米中貿易摩擦           |
| 四千頭身       | 神戸市・教諭いじめ問題 |
| わらふぢなるお | 消費税増税             |
| なすなかにし   | 表現の自由             |
| 三拍子         | 日韓関係               |

### 語り
- 2018年 ｰ 濱田マリ
- 2019年 ｰ 水樹奈々

## スタッフ
第2回放送時のスタッフ
- 構成：板坂尚、秋葉高彰、小林知之
- 技術：小松作
- 撮影：杉浦英克
- 照明：高岡幸春
- 音声：根本英俊
- 映像技術：高橋憲子
- 美術：西出衣織
- 編集：岩間博
- 音響効果：山嵜裕児
- 取材：福島百合恵
- リサーチャー：安藤真帆
- ディレクター：森義久、堀田大輔
- プロデューサー：天野貴幸
- 制作統括：石岡望・江刺一誠
- 制作協力：植木商店
- 制作：NHKエンタープライス
- 制作・著作：NHK